# 오쿠노 고헤이
오쿠노 고헤이(일본어: 奥野 耕平, 2000년 4월 3일 ~ )는 일본의 축구 선수이다.

## 구단 경력
2019년 J1리그의 감바 오사카에 입단하였다. 2023년 쇼난 벨마레로 이적했다.

## 국가대표팀 경력
그는 2017년 FIFA U-17 월드컵에 참가할 일본 U-17 국가대표팀에 발탁되었으며, 3경기에 출전했다.